# Бочоларо (Верчели)
Бочоларо је насеље у Италији у округу Верчели, региону Пијемонт.
Према процени из 2011. у насељу је живело 9 становника. Насеље се налази на надморској висини од 564 м.